# Suffasia attidiya
Suffasia attidiya is een spinnensoort in de taxonomische indeling van de mierenjagers (Zodariidae).
Het dier behoort tot het geslacht Suffasia. De wetenschappelijke naam van de soort werd voor het eerst geldig gepubliceerd in 2000 door Benjamin & Rudy Jocqué.